# Japan Football League 2022
Die Japan Football League 2022 (japanisch 第24回日本フットボールリーグ) war die 24. Spielzeit der Japan Football League insgesamt und die neunte als vierthöchste Spielklasse im japanischen Fußball. An ihr nahmen 16 Vereine teil. Die Saison begann am 13. März 2022 und endete am 20. November 2022 beendet sein.

## Teilnehmer
| Mannschaft                | Stadt        | Stadion                                     | Kapazität | Bemerkungen                                                   |
| ------------------------- | ------------ | ------------------------------------------- | --------- | ------------------------------------------------------------- |
| Criacao Shinjuku          | Shinjuku     | AGF Field                                   | 2.800     | * J.League-Hundertjahrplan-Verein * J3-Lizenz wurde abgelehnt |
| Honda FC                  | Hamamatsu    | Honda Miyakoda Soccer Stadium               | 2.506     |                                                               |
| Honda Lock SC             | Miyazaki     | Hinata Athletic Stadium                     | 20.000    |                                                               |
| Kōchi United SC           | Kōchi        | Kochi Haruno Athletic Stadium               | 25.000    | * J.League-Hundertjahrplan-Verein * J3-League-Lizenz          |
| FC Maruyasu Okazaki       | Okazaki      | Maruyasu Okazaki Ryūhoku Stadium            | 5.000     |                                                               |
| FC Kagura Shimane         | Matsue       | Matsue Athletic Stadium                     | 24.000    |                                                               |
| MIO Biwako Shiga          | Kusatsu      | Higashiōmi Nunobiki Green Stadium           | 5.060     | J.League-Hundertjahrplan-Verein (Bewerber)                    |
| Nara Club                 | Nara         | Kōnoike Athletic Stadium                    | 30.600    | * J.League-Hundertjahrplan-Verein * J3-League-Lizenz          |
| FC Osaka                  | Higashiōsaka | Kintetsu-Hanazono-Rugbystadion (Nebenplatz) | 1.722     | * J.League-Hundertjahrplan-Verein * J3-League-Lizenz          |
| ReinMeer Aomori FC        | Aomori       | New Aomori Prefecture General Sports Park   | 20.809    | * J.League-Hundertjahrplan-Verein * J3-League-Lizenz          |
| Sony Sendai FC            | Sendai       | Miyagi Seikyo Megumino Soccer Stadium       | 10.000    |                                                               |
| Suzuka Point Getters      | Suzuka       | AGF Suzuka Athletic Stadium                 | 1.450     |                                                               |
| FC Tiamo Hirakata         | Hirakata     | Hirakata Municipal Athletic Stadium         | 2.500     |                                                               |
| Tōkyō Musashino United FC | Musashino    | Musashino Municipal Athletic Stadium        | 5.000     |                                                               |
| Veertien Mie              | Kuwana       | Asahi Gas Energy Tōin Stadium               | 5.142     | * J.League-Hundertjahrplan-Verein * J3-League-Lizenz          |
| Verspah Ōita              | Yufu         | Shōwa Denkō Soccer/Rugby Field              | 4.700     | * J.League-Hundertjahrplan-Verein * J3-League-Lizenz          |

## Personal
Stand: Saisonbeginn 2022
| Mannschaft                | Trainer            |
| ------------------------- | ------------------ |
| Criacao Shinjuku          | Ichiro Naruyama    |
| Honda FC                  | Hiroyuki Abe       |
| Honda Lock SC             | Yōsuke Miyaji      |
| FC Kagura Shimane         | Noriaki Sanenobu   |
| Kōchi United SC           | Takafumi Yoshimoto |
| FC Maruyasu Okazaki       | Hiroyasu Ibata     |
| MIO Biwako Shiga          | Hiroshi Ōtsuki     |
| Nara Club                 | Julián Marín       |
| FC Osaka                  | Shinya Tsukahara   |
| ReinMeer Aomori FC        | Kei Shibata        |
| Sony Sendai FC            | Jun Suzuki         |
| Suzuka Point Getters      | Yasutoshi Miura    |
| FC Tiamo Hirakata         | Yoshizumi Ogawa    |
| Tōkyō Musashino United FC | Hiroki Yoda        |
| Veertien Mie              | Yasuhiro Higuchi   |
| Verspah Ōita              | Takashi Yamahashi  |

## Tabelle
Stand: Saisonende 2022
| Pl. | Verein                    | Sp. | S  | U  | N  | Tore    | Diff. | Punkte |
| --- | ------------------------- | --- | -- | -- | -- | ------- | ----- | ------ |
| 1.  | Nara Club                 | 30  | 16 | 11 | 3  | 048:250 | +23   | 59     |
| 2.  | FC Osaka                  | 30  | 17 | 8  | 5  | 047:340 | +13   | 59     |
| 3.  | Honda FC                  | 30  | 16 | 8  | 6  | 047:230 | +24   | 56     |
| 4.  | ReinMeer Aomori FC        | 30  | 14 | 9  | 7  | 035:230 | +12   | 51     |
| 5.  | FC Maruyasu Okazaki       | 30  | 14 | 7  | 9  | 048:340 | +14   | 49     |
| 6.  | Tōkyō Musashino United FC | 30  | 14 | 6  | 10 | 049:330 | +16   | 48     |
| 7.  | Veertien Mie              | 30  | 12 | 9  | 9  | 043:290 | +14   | 45     |
| 8.  | Verspah Ōita              | 30  | 12 | 7  | 11 | 040:440 | −4    | 43     |
| 9.  | Suzuka Point Getters      | 30  | 12 | 5  | 13 | 031:400 | −9    | 41     |
| 10. | Honda Lock SC             | 30  | 10 | 6  | 14 | 033:330 | ±0    | 36     |
| 11. | Kōchi United SC           | 30  | 9  | 7  | 14 | 030:390 | −9    | 34     |
| 12. | FC Kagura Shimane         | 30  | 9  | 7  | 14 | 032:420 | −10   | 34     |
| 13. | FC Tiamo Hirakata         | 30  | 9  | 5  | 16 | 040:500 | −10   | 32     |
| 14. | Sony Sendai FC            | 30  | 5  | 13 | 12 | 023:390 | −16   | 28     |
| 15. | Criacao Shinjuku          | 30  | 6  | 6  | 18 | 030:520 | −22   | 24     |
| 16. | MIO Biwako Shiga          | 30  | 5  | 6  | 19 | 021:570 | −36   | 21     |

| Zum Saisonende 2022: |
| Meister der Japan Football League und Aufsteiger in die dritte Liga Aufsteiger in die dritte Liga Rückzug nach der Saison |

## Torschützenliste
Stand: Saisonende 2022
| Platz | Spieler         | Mannschaft                | Tore |
| ----- | --------------- | ------------------------- | ---- |
| 1.    | Hayato Asakawa  | Nara Club                 | 16   |
| 2.    | Hiroki Maeda    | Verspah Ōita              | 14   |
| 2.    | Himan Morimoto  | FC Tiamo Hirakata         | 14   |
| 2.    | Tatsuma Sakai   | FC Maruyasu Okazaki       | 14   |
| 5.    | Kaito Miyake    | Suzuka Point Getters      | 13   |
| 5.    | Shōta Tamura    | Veertien Mie              | 13   |
| 7.    | Ryang Hyon-ju   | Tōkyō Musashino United FC | 10   |
| 7.    | Kaima Akahoshi  | Kōchi United SC           | 10   |
| 9.    | Jin Shioya      | FC Maruyasu Okazaki       | 9    |
| 10.   | Rui Tone        | Verspah Ōita              | 8    |
| 10.   | Tomoki Hino     | Honda Lock SC             | 8    |
| 12.   | Kōya Tanio      | FC Kagura Shimane         | 7    |
| 12.   | Yūki Ikeya      | Criacao Shinjuku          | 7    |
| 12.   | Yūsuke Imamura  | FC Osaka                  | 7    |
| 12.   | Takahiro Kitsui | FC Osaka                  | 7    |
| 12.   | Daiki Kawato    | Tōkyō Musashino United FC | 7    |

## Hattricks
Stand:Saisonende 2022
| Spieler        | Verein                    | Gegnerischer Verein  | Ergebnis | Datum             |
| -------------- | ------------------------- | -------------------- | -------- | ----------------- |
| Tatsuma Sakai  | FC Maruyasu Okazaki       | Suzuka Point Getters | 4:2 (H)  | 20. März 2022     |
| Tomoki Hino4   | Honda Lock SC             | FC Kagura Shimane    | 5:1 (H)  | 3. April 2022     |
| Yuhi Hayashi   | FC Maruyasu Okazaki       | Kōchi United SC      | 5:3 (A)  | 3. Juli 2022      |
| Daiki Kawato   | Tōkyō Musashino United FC | Criacao Shinjuku     | 4:2 (A)  | 31. Juli 2022     |
| Himan Morimoto | FC Tiamo Hirakata         | Honda Lock SC        | 3:0 (H)  | 20. November 2022 |

4 Vier Tore in einem Spiel